# Nistfliegen
|  | Dieser Artikel wurde aufgrund von formalen oder inhaltlichen Mängeln in der Qualitätssicherung Biologie zur Verbesserung eingetragen. Dies geschieht, um die Qualität der Biologie-Artikel auf ein akzeptables Niveau zu bringen. Bitte hilf mit, diesen Artikel zu verbessern! Artikel, die nicht signifikant verbessert werden, können gegebenenfalls gelöscht werden. Lies dazu auch die näheren Informationen in den Mindestanforderungen an Biologie-Artikel. |

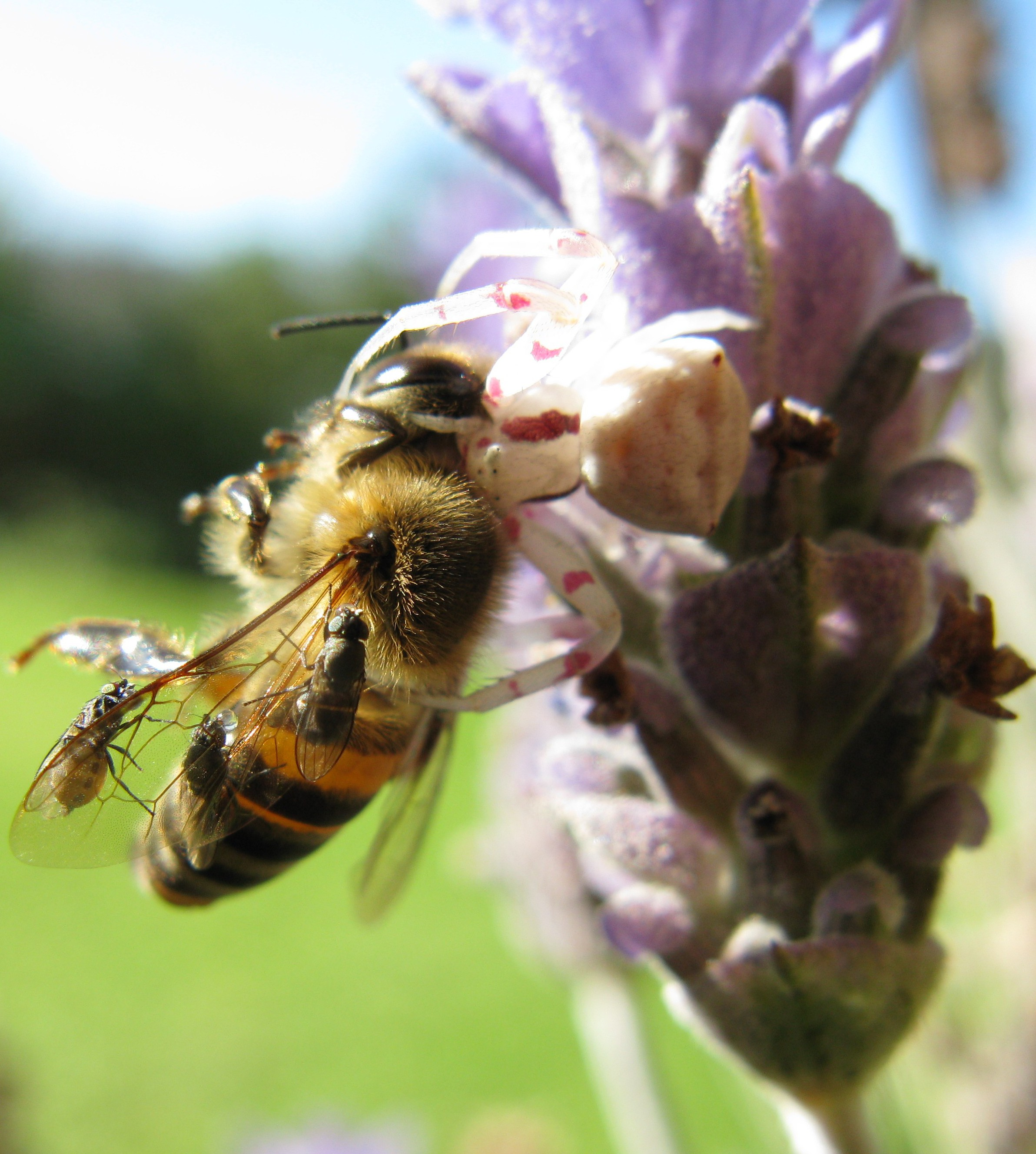
Mehrere Exemplare der Milichiidae, vermutlich Desmometopa m-nigrum, an einer Westlichen Honigbiene (Apis mellifera), die von einer Veränderlichen Krabbenspinne (Misumena vatia) erlegt wurde.

Die Nistfliegen (Milichiidae), manchmal „Futterdiebsfliegen“ genannt, früher auch als „Käsefliegen“ bezeichnet, sind eine Familie von kleinen, überwiegend schwarzen acalyptraten Fliegen. Der Familie werden etwa 350 Arten in mindestens 18 Gattungen zugeordnet.

## Merkmale
Die Fliegen sind zwischen einem und fünf Millimeter groß. Sie sind meist schwarz oder silberfarben.

## Verbreitung
Die Fliegenfamilie kommt weltweit vor.

## Lebensweise
Die Fliegen findet man in den verschiedensten Lebensräumen: im Offenland, in Wäldern und am Waldrand, in den Baumkronen der Bäume, in Wohngebäuden und Stallungen, sogar in Höhlen.
Ein Teil der Arten lebt mit Ameisen, bei einem anderen Teil ernähren sich adulte Tiere kleptoparisitisch bzw. kommensalisch von Insekten, die von Spinnentieren (Arachnida) oder prädatorischen Insekten erbeutet wurden.

## Unterfamilien, Gattungen und Arten (Auswahl)
Im Folgenden eine Auflistung von Unterfamilien, Gattungen und Arten (Auswahl):
- Unterfamilie Madizinae
  - Desmometopa
    - Desmometopa m-nigrum
    - Desmometopa sordida
    - Desmometopa varipalpis

  - Leptometopa
    - Leptometopa latipes

  - Madiza
    - Madiza glabra

  - Paramyia
- Unterfamilie Milichiinae
  - Eccoptomma
  - Enigmilichia
  - Eusiphona
  - Milichia
  - Milichiella
  - Pholeomyia
  - Ulia
- Unterfamilie Phyllomyzinae
  - Aldrichiomyza
  - Borneomyia
  - Costalima
  - Microsimus
  - Neophyllomyza
  - Paramyioides
  - Phyllomyza – Blatthornfliegen
  - Stomosis
  - Xenophyllomyza
- Incertae sedis:
  - Argyrites
  - †Pseudodesmometopa